# Dolmen von Roknia

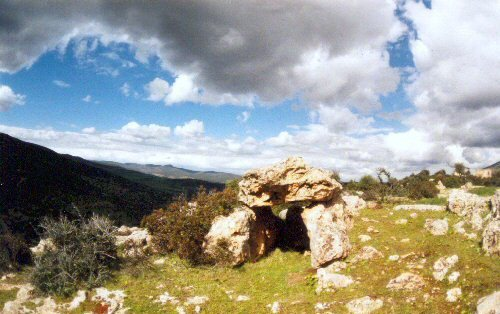
Dolme in Roknia

Die Dolmen von Roknia liegen nahe dem algerischen Ort Roknia, in der Provinz Guelma. Die etwa 3000 Steingräber und mehrere Tausend in Klippen gehauenen Felsengräber sind über eine Fläche von etwa zwei Quadratkilometern verteilt. Fast alle Grabanlagen in Roknia wurden zwischen der Jungsteinzeit und der phönizischen Besiedlung Nordafrikas angelegt.
Der französische General Louis Faidherbe (1818–1889) besuchte 1868 die Anlage unter anthropologischen Gesichtspunkten. Seine Sammlung von Knochenfunden und Grabbeigaben ist im Nationalmuseum von Bardo in Algier zu besichtigen. Er behauptete, die „Libyer“ (Berber) seien weder Semiten noch Hamiten, sondern seien aus dem Baltikum eingewandert.
Koordinaten: 36° 33′ 0″ N, 7° 14′ 0″ O